# ラリパッパ野球団
『ラリパッパ野球団』（ラリパッパやきゅうだん）は、FM-7対応のアクションゲーム。製作はHOT-B。
野球団といってもいわゆる野球ゲームではなく、当時流行した『マリオブラザーズ』を模した横視点のアクションゲームである。野球部の主人公が不良少年を更生させながら部員を増やしていくコンセプトで、ノックでボールをぶつけると不良キャラクターが野球のユニホームに着替えていく。

## 概要
元々の開発者は下平英寿で、当初は『ルーミックヒット』というタイトルの、高橋留美子作品のキャラクターを使ったゲームであった。それをエニックスに持ち込んだところ、キャラクターデザインの変更を経て、最終的にはホット・ビィから発売することになったもの（その経緯から、ボーナスステージにはエニックスのマークが出てくる）。『ラリパッパ野球団』という表題と物語はホット・ビィのスタッフによるもの。

## ゲームシステム
主人公は画面上に転がるボールを拾って、バットを使い不良に向かって打ち込む。不良がボールを受けると1段階更生させることができる。3回ボールをぶつけると完全に更生させることができ、野球部員に取り込むことができるという設定。
不良はボールをぶつけられるたびにユニホームに着替えていく更生の進み方が斬新な表現方法として当時話題となった。
ただし、ユニホームを着替え終わるまでのタイムラグ中に4回目のボール当ててしまうと一段階戻ってしまうことから、ゲームシステムを批判する声が多数寄せられたことがある。